# Szodemun-ku
Szodemun-ku (hangul: 서대문구, handzsa:  西大門區, RR: Seodaemun-gu) Szöul 25 kerületének egyike. Itt található a Jonsze (Yonsei) Egyetem és az Ihva (Ewha) Női Egyetem.

## Tongok(Dongok)
- Cshonjon-tong (Cheonyeon-dong) (천연동, 天然洞)
- Cshunghjon-tong (Chunghyeon-dong) (충현동, 忠峴洞)
- Hongun-tong (Hongeun-dong) (홍은동, 弘恩洞) 1, 2
- Hongdzse-tong (Hongje-dong) (홍제동, 弘濟洞) 1∼3
- Jonhi-tong (Yeonhui-dong) (연희동, 延禧洞)
- Namgadzsva-tong (Namgajwa-dong) (남가좌동, 南加佐洞) 1, 2
- Pugahjon-tong (Bugahyeon-dong) (북아현동, 北阿峴洞)
- Pukkadzsva-tong (Bukgajwa-dong) (북가좌동, 北加佐洞) 1, 2
- Sincshon-tong (Sinchon-dong) (신촌동, 新村洞)